# Julia Wilkinson
Julia Rose Wilkinson (Stratford (Ontario), 12 juni 1987) is een voormalige Canadese zwemster. Ze vertegenwoordigde haar vaderland op de Olympische Zomerspelen 2008 in Peking en op de Olympische Zomerspelen 2012 in Londen.

## Carrière
Bij haar internationale debuut, op de Pan Pacific kampioenschappen zwemmen 2006 in Victoria, eindigde Wilkinson als achtste op de 200 meter wisselslag en als elfde op de 200 meter vrije slag, op de 100 meter vrije slag strandde ze in de series. Samen met Victoria Poon, Geneviève Saumur en Erica Morningstar veroverde ze de zilveren medaille op de 4x100 meter vrije slag, op de 4x200 meter vrije slag werd ze samen met Maya Beaudry, Melanie Bouchard en Brittany Reimer gediskwalificeerd.
Op de wereldkampioenschappen zwemmen 2009 in Melbourne eindigde de Canadese als achtste op de 200 meter wisselslag, op de 200 meter vrije slag en de 100 en 200 meter rugslag werd ze uitgeschakeld in de series. Samen met Victoria Poon, Geneviève Saumur en Erica Morningstar strandde ze in de series van de 4x100 meter vrije slag, op de 4x200 meter vrije slag werd ze samen met Brittany Reimer, Erica Morningstar en Geneviève Saumur uitgeschakeld in de series. Samen met Kelly Stefanyshyn, Erica Morninstar en Mackenzie Downing strandde ze in de series van de 4x100 meter wisselslag.
Tijdens de Olympische Zomerspelen van 2008 in Peking eindigde Wilkinson als zevende op de 200 meter wisselslag, daarnaast werd ze uitgeschakeld in de halve finales van de 100 meter rugslag en in de series van de 100 meter vrije slag. Op de 4x100 meter wisselslag eindigde ze samen met Annamay Pierse, Audrey Lacroix en Erica Morningstar op de zevende plaats, samen met Erica Morningstar, Geneviève Saumur en Audrey Lacroix eindigde ze als achtste op de 4x100 meter vrije slag. Op de 4x200 meter vrije slag strandde ze samen met Stephanie Horner, Geneviève Saumur en Erica Morningstar in de series.

### 2009-2012
In Rome nam de Canadese deel aan de wereldkampioenschappen zwemmen 2009, op dit toernooi werd ze uitgeschakeld in de series van de 200 meter wisselslag. Samen met Annamay Pierse, Audrey Lacroix en Victoria Poon eindigde ze als zesde op de 4x100 meter wisselslag, op de 4x200 meter vrije slag eindigde ze samen met Geneviève Saumur, Alexandra Gabor en Heather MacLean op de achtste plaats.
Op de Pan Pacific kampioenschappen zwemmen 2010 in Irvine eindigde Wilkinson als vierde op de 200 meter wisselslag, als vijfde op de 100 meter rugslag en als zevende op de 50 meter rugslag. Samen met Victoria Poon, Erica Morningstar en Geneviève Saumur sleepte ze de bronzen medaille in de wacht op de 4x100 meter vrije slag, op de 4x200 meter vrije slag legde ze samen met Geneviève Saumur, Barbara Jardin en Samantha Cheverton beslag op de bronzen medaille. Samen met Annamay Pierse, Katherine Savard en Victoria Poon eindigde ze als vierde op de 4x100 meter wisselslag. Tijdens de Gemenebestspelen 2010 in Delhi veroverde de Canadese de bronzen medaille op zowel de 100 meter rugslag als de 200 meter wisselslag, op de 50 meter rugslag eindigde ze op de zesde plaats. Op de 4x100 meter wisselslag sleepte ze samen met Annamay Pierse, Audrey Lacroix en Victoria Poon de bronzen medaille in de wacht, samen met Geneviève Saumur, Barbara Jardin en Alexa Komarnycky eindigde ze als vierde op de 4x200 meter vrije slag. Op de 4x100 meter vrije slag werd ze samen met Victoria Poon, Geneviève Saumur en Erica Morningstar gediskwalificeerd.
In Shanghai nam Wilkinson deel aan de wereldkampioenschappen zwemmen 2011. Op dit toernooi eindigde ze als zesde op de 50 meter rugslag en als achtste op de 200 meter wisselslag, op de 100 meter rugslag strandde ze in de halve finales. Samen met Victoria Poon, Geneviève Saumur en Chantal Vanlandeghem eindigde ze als zesde op de 4x100 meter vrije slag, op de 4x200 meter vrije slag eindigde ze samen met Barbara Jardin, Samantha Cheverton en Brittany MacLean op de zevende plaats. Samen met Sinead Russell, Jillian Tyler en Katherine Savard werd ze gediskwalificeerd in de finale van de 4x100 meter wisselslag.
Op de Olympische Zomerspelen van 2012 in Londen werd de Canadese uitgeschakeld in de halve finales van zowel de 100 meter vrije slag als de 100 meter rugslag. Op de 4x100 meter vrije slag werd ze samen met Victoria Poon, Samantha Cheverton en Heather MacLean uitgeschakeld in de series, samen met Tera Van Beilen, Katherine Savard en Samantha Cheverton strandde ze in de series van de 4x100 meter wisselslag. In februari 2013 maakte Wilkinson bekend te stoppen met de wedstrijdsport.

## Internationale toernooien
| Jaar | Olympische Spelen | WK langebaan | WK kortebaan  | PanPacs | Gemenebestspelen                                                                                                  |
| ---- | --- | --- | ------------- | --- | --- |
| 2006 | | | geen deelname | serie 100m vrije slag · 11e 200m vrije slag · 8e 200m wisselslag · 4x100m vrije slag · DQ 4x200m vrije slag          | geen deelname |
| 2007 | | 23e 200m vrije slag 37e 100m rugslag 26e 200m rugslag 8e 200m wisselslag 10e 4x100m vrije slag 11e 4x200m vrije slag 11e 4x100m wisselslag |               | | |
| 2008 | 17e 100m vrije slag 12e 100m rugslag 7e 200m wisselslag 8e 4x100m vrije slag 10e 4x200m vrije slag 7e 4x100m wisselslag | | geen deelname | | |
| 2009 | | 22e 200m wisselslag 8e 4x200m vrije slag 6e 4x100m wisselslag                                                                              |               | | |
| 2010 | | | geen deelname | 7e 50m rugslag · 5e 100m rugslag · 4e 200m wisselslag · 4x100m vrije slag · 4x200m vrije slag · 4e 4x100m wisselslag | 6e 50m rugslag · 100m rugslag · 200m wisselslag · DQ 4x100m vrije slag · 4e 4x200m vrije slag · 4x100m wisselslag |
| 2011 | | 6e 50m rugslag 13e 100m rugslag 8e 200m wisselslag 6e 4x100m vrije slag 7e 4x200m vrije slag DSQ 4x100m wisselslag                         |               | geen deelname | |
| 2012 | 13e 100m vrije slag 9e 100m rugslag 11e 4x100m vrije slag 12e 4x100m wisselslag                                         | | geen deelname | | |

## Persoonlijke records
Bijgewerkt tot en met 1 augustus 2012
Kortebaan
| Afstand         | Tijd    | Datum            | Plaats    |
| --------------- | ------- | ---------------- | --------- |
| 100m vrije slag | 53,60   | 6 augustus 2009  | Leeds     |
| 200m vrije slag | 2.00,05 | 27 november 2010 | Etobicoke |
| 50m rugslag     | 28,89   | 17 februari 2005 | Victoria  |
| 100m rugslag    | 59,16   | 27 november 2010 | Etobicoke |
| 200m rugslag    | 2.13,94 | 24 februari 2005 | Nepean    |
| 100m wisselslag | 59,28   | 7 augustus 2009  | Leeds     |
| 200m wisselslag | 2.07,01 | 6 augustus 2009  | Leeds     |

Langebaan
| Afstand         | Tijd    | Datum            | Plaats   |
| --------------- | ------- | ---------------- | -------- |
| 100m vrije slag | 54,16   | 1 augustus 2012  | Londen   |
| 200m vrije slag | 1.58,49 | 28 juli 2011     | Shanghai |
| 50m rugslag     | 28,09   | 28 juli 2011     | Shanghai |
| 100m rugslag    | 59,85   | 28 maart 2012    | Montreal |
| 200m rugslag    | 2.09,53 | 1 april 2012     | Montreal |
| 200m wisselslag | 2.11,32 | 21 augustus 2010 | Irvine   |